# Italië op het Eurovisiesongfestival 2019
Italië nam deel aan het Eurovisiesongfestival 2019 in Tel Aviv, Israël. Het was de 45ste deelname van het land aan het Eurovisiesongfestival. De RAI was verantwoordelijk voor de Italiaanse bijdrage voor de editie van 2019.

## Selectieprocedure
Italië koos zijn inzending via het Sanremo-festival dat in 2019 aan zijn 69ste editie toe was. Op de kandidatenlijst stonden 24 artiesten en de winnaar kreeg het recht om Italië te vertegenwoordigen in Tel Aviv. Als de winnaar niet wil zal RAI iemand anders aanwijzen. Mocht de winnaar wel willen dan zal de bevestiging komen op de persconferentie meteen na afloop. Wil de winnaar niet (zoals het geval was in 2016) dan wordt de keus mogelijk zondagmiddag bekend. In de andere jaren ging de winnaar overigens wel direct door naar het Eurovisiesongestival.
Op de eerste vier avonden traden alle kandidaten al drie keer aan met hun nummers. Er werd ook al gestemd en de resultaten werden meegenomen in het eindresultaat. Nadat alle kandidaten in de finale hebben opgetreden wordt er voor het laatst gestemd door publiek, pers en televoters. De top 3 gaat door naar de superfinale waarin de uitslag bepaald en iedereen weer op nul begint. Zanger Mahmood wist uiteindelijk te winnen. Daarmee kreeg hij ook het recht om Italië te vertegenwoordigen in Tel Aviv. Utimo eindigde als tweede. Il Volo eindigde als derde.
De zege van de 27-jarige Mahmood kwam als een grote verrassing. Hij moest zich in december eerst nog plaatsen via Sanremo Giovani waar nog twee plekken voor het hoofdprogramma te verdienen waren. Mahmood was een van de twee winnaars van dat programma. In 2016 nam hij al eens deel aan de nieuwkomers-categorie van het festival. Daar eindigde hij als vierde. De winnaar toen was Francesco Gabbani die Italië in 2017 zou vertegenwoordigen. Nummer 3 was Ermal Meta die in 2017 jaar voor Italië ging samen met Fabrizio Moro.

## Festival van San Remo 2019

### Superfinale
| Plaats | Artiest | Lied               | Expertenjury (50%) | Publiek (50%) | Totaal |
| ------ | ------- | ------------------ | ------------------ | ------------- | ------ |
| 1      | Mahmood | Soldi              | 63,7%              | 20,95%        | 38,09% |
| 2      | Ultimo  | I tuoi particolari | 24,07%             | 48,80%        | 35,06% |
| 3      | Il Volo | Musica che resta   | 11,06%             | 30,26%        | 25,05% |

## In Tel Aviv
Tijdens de finale in Tel Aviv trad Italië als 22ste aan. Na Frankrijk en voor Servië, aan het eind van de puntentelling stond Italië op de tweede plaats met 472 punten, 26 minder dan winnaar Duncan Laurence uit Nederland. 
Ondanks dat Italië niet wist te winnen werd Soldi eind 2019 het meest gestreamde Eurovisie-lied op Spotify. De plaat ging met 122,4 miljoen streams de Zweedse winnaar van 2012, Euphoria van Loreen, voorbij, zo meldde de organisatie van het Songfestival op Twitter. 

1956 · 1957 · 1958 · 1959 · 1960 · 1961 · 1962 · 1963 · 1964 · 1965 · 1966 · 1967 · 1968 · 1969 · 1970 · 1971 · 1972 · 1973 · 1974 · 1975 · 1976 · 1977 · 1978 · 1979 · 1980 · 1981-1982 · 1983 · 1984 · 1985 · 1986 · 1987 · 1988 · 1989 · 1990 · 1991 · 1992 · 1993 · 1994-1996 · 1997 · 1998-2010 · 2011 · 2012 · 2013 · 2014 · 2015 · 2016 · 2017 · 2018 · 2019 · 2020 · 2021 · 2022 · 2023 · 2024 · 2025
Albanië · Armenië · Australië · Azerbeidzjan · België · Cyprus · Denemarken · Duitsland · Estland · Finland · Frankrijk · Georgië · Griekenland · Hongarije · Ierland · IJsland · Israël · Italië · Kroatië · Letland · Litouwen · Malta · Moldavië · Montenegro · Nederland · Noord-Macedonië · Noorwegen · Oostenrijk · Polen · Portugal · Roemenië · Rusland · San Marino · Servië · Slovenië · Spanje · Tsjechië · Verenigd Koninkrijk · Wit-Rusland · Zweden · Zwitserland